# Jhon Alejandro Lopera Gaviria
Jhon Alejandro Lopera Gaviria, más conocido como "Lope" (Itagüí, 22 de mayo de 2001), es un futbolista colombiano. Juega de defensa central y su equipo actual es Coatepeque Fútbol Club de la Primera División de Guatemala.

## Trayectoria

### Tigres FC
Nació en Itagüí, pero desarrolló su vida en el municipio de Yolombó, luego y durante cerca de 4 años fue acogido por el profesor Víctor Luna Gómez y Willington Cano Sarrazola en donde inició su formación en el club deportivo Semillas de Vida y Paz de la Comuna 13 de Medellín, en un barrio lleno de diferencias sociales, para posteriormente llamar la atención de Tigres FC e inicialmente jugar en las categorías juveniles como Primera C de la Liga de fútbol de Bogotá, así como en la Copa Trinche Bogotá, en las que destacaría por su buen nivel de juego, buen pie, concentración, juego aéreo y manejo del campo, para entonces vestir la camiseta profesional del club capitalino en el que debuta en la Categoría Primera B de Colombia el 30 de Julio del año 2022 en el empate 1-1 contra Itagüí Leones FC.

### Coatepeque FC
En 2025, Jhon Alejandro Lopera Gaviria fue fichado por el Coatepeque Fútbol Club de la Primera División de Guatemala. El defensor colombiano llegó al club guatemalteco con el objetivo de aportar solidez en la defensa y ayudar al equipo a cumplir sus metas para la liga nacional.
Su llegada a Coatepeque representa su primera experiencia en el fútbol internacional, después de destacarse en Tigres FC en Colombia. Con esta incorporación, Coatepeque FC busca fortalecer su plantilla para competir en la máxima categoría del fútbol guatemalteco.

## Clubes y estadísticas
| Club                               | Div.          | Temporada     | Liga  | Liga  | Copas | Copas | Internacionales | Internacionales | Total | Total |
| Club                               | Div.          | Temporada     | Part. | Goles | Part. | Goles | Part.           | Goles           | Part. | Goles |
| ---------------------------------- | ------------- | ------------- | ----- | ----- | ----- | ----- | --------------- | --------------- | ----- | ----- |
| Tigres FC · Colombia               | 2.a           | 2022          | 13    | 0     | 0     | 0     | 0               | 0               | 13    | 0     |
| Tigres FC · Colombia               | 2.a           | 2023          | 18    | 0     | 6     | 0     | 0               | 0               | 24    | 0     |
| Tigres FC · Colombia               | 2.a           | 2024          | 9     | 0     | 1     | 0     | 0               | 0               | 10    | 0     |
| Tigres FC · Colombia               | Total club    | Total club    | 40    | 0     | 7     | 0     | 0               | 0               | 47    | 0     |
| Coatepeque Fútbol Club · Guatemala | 1.a           | 2025          | 0     | 0     | 0     | 0     | 0               | 0               | 0     | 0     |
| Coatepeque Fútbol Club · Guatemala | Total club    | Total club    | 0     | 0     | 0     | 0     | 0               | 0               | 0     | 0     |
| Total carrera                      | Total carrera | Total carrera | 40    | 0     | 7     | 0     | 0               | 0               | 47    | 0     |